# Lőwy Naschitz Maya
Lőwy Naschitz Maya (Temesvár, 1927. január 26. – Kolozsvár, 2012. május 1.) angol–francia szakos gimnáziumi tanár, pedagógus, meseíró, emlékíró, Lőwy Károly felesége, Lőwy Dániel édesanyja.

## Életútja
A temesvári Carmen Sylva gimnázium osztályelsője volt mindaddig, ameddig a romániai numerus clausus bevezetése miatt távozásra kényszerült. Az utolsó két évet a temesvári Zsidó Líceum diákjaként végezte el, és csak a 2. világháború után állhatott érettségi vizsgára. A kolozsvári Babeș Egyetem bölcsészkarán szerzett francia-angol szakos tanári oklevelet. Mivel az 1950-es évek elején kérdésessé vált, hogy a világnyelvek megmaradnak-e a tantervben, utolsó éves hallgatóként a román szakot is fel kellett vennie. Vizsgadolgozatainak magas színvonalára felfigyelt Emil Petrovici professzor, aki támogatta abban, hogy rendhagyó módon három szakból, angol-francia-román tanári diplomát kaphasson.
Pályájának kezdetén kinevezték a Babeș Egyetem tanársegédjének, ahol a román-magyar akadémiai szótár Kelemen Béla által vezetett szerkesztőbizottságába került (a kétkötetes munka 1964-ben jelent meg; mindmáig a legjelentősebb román-magyar szótérként hivatkoznak rá). A temesvári nagybátyja ellen indított politikai kampány miatt egyetemi pályája megtört, és akkortól fogva, mintegy négy évtizeden át gimnáziumi diákok sok nemzedékével szerettette meg a francia és angol nyelvet és irodalmat oly módon, hogy a nyelvterületek kultúrájába is bevezette őket.
Szabó Hajnal igazgatónő meghívta tanárnak az Állami Magyar Pedagógiai Iskolába, amelynek jogutódja 1956 őszétől a 11-es számú Középiskola lett,1977-től pedig a 3-as számú Matematika–Fizika Líceum nevet kapta, 1999 áprilisától pedig Báthory István Elméleti Líceumként ismert. Lőwy Maya letette az I. fokozatú tanári vizsgát. Fodor Sándor értékelése szerint, „Milyen pedagógus, milyen tanárnő volt Löwy Maya? Mindenekelőtt az a fajta, aki tanítványaiban és pályatársaiban egyaránt a jót, a jóra vezetőt, az alakuló vagy már kialakult jellemvonásokat kívánta nemcsak meglátni, de ezeket a lehetőség szerint fejleszteni is. Érdekes módon: a diákok és tanárok hibái kevésbé foglalkoztatják, nem érdeklik”.
Elkötelezett oktatói tevékenysége mellett szakírói munkásságot is folytatott; rendszeresen közölt az 1950-1989 között Bukarestben kiadott Tanügyi Újság című tanügyi, pedagógiai, pszichológiai, művelődési hetilapjában.
Unokája, Alice-Aletta születése után, 1990-től számos mesét írt, amelyek több kötetben megjelentek: Biga Zsiga és a többiek: esti mesék (1994; 2005), Fura Feri és a többiek (2013). Az utóbbit német nyelvű fordításban is kiadták (Funky Franky und die Anderen. Märchen, 2012).
Emlékíróként két kötetet publikált: Tűnő hangok: pillanatképek egy család életéből (Kolozsvár, 1997) és Becsengetés után: tanárok és diákok képtára az időben (2011).